# Primera División de Bolivia 2025
La «División Profesional 2025» es la 92.ª edición de la Primera División de Bolivia. La Federación Boliviana de Fútbol (FBF) organiza y controla el desarrollo del torneo a través de la Comisión de Competiciones de la División Profesional.
Esta edición del torneo continúa la implementación el uso del VAR que comenzó en el Torneo Clausura 2022. Además se cuenta con el debut de los clubes ABB y Totora Real Oruro, además, con el ascenso de este último es la primera vez desde 1977 que el Campeonato Boliviano tiene dos equipos que representen a Oruro.
Un total de 16 equipos participan en la competición, incluyendo 14 de la temporada anterior y 2 provenientes de la Copa Simón Bolívar 2024.

## Sistema de competición
El 15 de enero de 2025 en una reunión del Consejo Superior de la División Profesional se estimó tentativamente la fecha de inicio del torneo para mediados de febrero. Posteriormente el 11 de marzo de 2025, tras una reunión entre dirigentes se decidió jugar un torneo de liga bajo el sistema de todos contra todos (30 fechas) y un torneo por series, tipo copa de la liga denominado «Copa Bolivia». El ganador del todos contra todos será el campeón de la División Profesional 2025.
- Descenso: El descenso directo será atribuido al último equipo de este torneo, mientras que el penúltimo (puesto 15) tendrá que jugar el play-off por la permanencia en contra del subcampeón de la Copa Simón Bolívar 2025.[6]

Dichos cambios en el sistema de competición convirten a Bolivia en el tercer país de Conmebol con liga nacional de torneo largo, con Brasil y Chile respectivamente desde 2003 y 2018.

### Clasificación a torneos internacionales
La Conmebol otorga regularmente 8 cupos a Bolivia para los torneos internacionales que se decidieron distribuir de la siguiente manera según las conclusiones del Consejo de la División Profesional el 11 de marzo de 2025.
Copa Libertadores
- Bolivia 1: Campeón de la División Profesional
- Bolivia 2: Subcampeón de la División Profesional
- Bolivia 3: Campeón de la Copa Bolivia
- Bolivia 4: 3.er lugar de la División Profesional

Copa Sudamericana
- Bolivia 1: 4.º lugar de la División Profesional
- Bolivia 2: 5.º lugar de la División Profesional
- Bolivia 3: 6.º lugar de la División Profesional
- Bolivia 4: Subcampeón de la Copa Bolivia

Nota: En caso de que un equipo repita alguno de los dos torneos o mejore su clasificación a torneos internacionales, los mejores ubicados en la División Profesional se harán acreedores a los cupos disponibles.

## Ascensos y descensos
Un total de 16 equipos disputarán la liga, 14 equipos de la Primera División 2024, el ganador del partido por la permanencia y el campeón de la Copa Simón Bolívar 2024.
| Pos | Ascendidos a la División Profesional        |
| --- | ------------------------------------------- |
| 1.º | ABB (Campeón de la Copa Simón Bolívar 2024) |
| 2.º | Real Oruro (Ganador de la promoción)        |

| Pos  | Descendidos                                    |
| ---- | ---------------------------------------------- |
| 15.º | Royal Pari (Excluido del torneo)               |
| 16.º | Real Santa Cruz (Último de la tabla acumulada) |

## Equipos participantes

### Información
| Equipo                  | Ciudad                  | Estadio                  | Capacidad | Proveedor |
| ----------------------- | ----------------------- | ------------------------ | --------- | --------- |
| ABB                     | El Alto                 | Municipal de El Alto     | 25 000    | Drei      |
| Always Ready            | El Alto                 | Municipal de El Alto     | 25 000    | Marathon  |
| Aurora                  | Cochabamba              | Félix Capriles           | 32 000    | Marathon  |
| Blooming                | Santa Cruz de la Sierra | Ramón Aguilera Costas    | 38 500    | Marathon  |
| Bolívar                 | La Paz                  | Hernando Siles           | 42 000    | Puma      |
| Guabirá                 | Montero                 | Gilberto Parada          | 18 000    | Forte     |
| G. V. San José          | Oruro                   | Jesús Bermúdez           | 33 000    | Arce      |
| Independiente Petrolero | Sucre                   | Olímpico Patria          | 30 000    | Red White |
| Jorge Wilstermann       | Cochabamba              | Félix Capriles           | 32 000    | Puma      |
| Nacional Potosí         | Potosí                  | Víctor Agustín Ugarte    | 30 000    | Willys    |
| Oriente Petrolero       | Santa Cruz de la Sierra | Ramón Aguilera Costas    | 38 500    | Marathon  |
| Real Tomayapo           | Tarija                  | IV Centenario            | 20 000    | LEA       |
| San Antonio             | Entre Rios              | Carlos Villegas          | 17 000    | Forte     |
| The Strongest           | La Paz                  | Hernando Siles           | 42 000    | Marathon  |
| Totora Real Oruro       | Oruro                   | Jesús Bermúdez           | 33 000    | Forte     |
| Universitario de Vinto  | Vinto                   | Municipal de Quillacollo | 8 000     | Oxigeno   |

### Distribución geográfica de los clubes
| Aurora Universitario Wilstermann San Antonio Guabirá Blooming Oriente Petrolero Bolívar The Strongest ABB Always Ready Totora Real Oruro G. V. San José Nacional Potosí Independiente Petrolero Real Tomayapo | \| Departamento \| Cantidad \| Club \| \| ------------ \| -------- \| ----------------------- \| \| Cochabamba \| 4 \| Aurora \| \| Cochabamba \| 4 \| Jorge Wilstermann \| \| Cochabamba \| 4 \| San Antonio Bulo Bulo \| \| Cochabamba \| 4 \| Universitario de Vinto \| \| La Paz \| 4 \| ABB \| \| La Paz \| 4 \| Always Ready \| \| La Paz \| 4 \| Bolívar \| \| La Paz \| 4 \| The Strongest \| \| Santa Cruz \| 3 \| Blooming \| \| Santa Cruz \| 3 \| Guabirá \| \| Santa Cruz \| 3 \| Oriente Petrolero \| \| Oruro \| 2 \| G. V. San José \| \| Oruro \| 2 \| Totora Real Oruro \| \| Chuquisaca \| 1 \| Independiente Petrolero \| \| Potosí \| 1 \| Nacional Potosí \| \| Tarija \| 1 \| Real Tomayapo \| |                         |
| Departamento | Cantidad | Club                    |
| Cochabamba | 4 | Aurora                  |
| Cochabamba | 4 | Jorge Wilstermann       |
| Cochabamba | 4 | San Antonio Bulo Bulo   |
| Cochabamba | 4 | Universitario de Vinto  |
| La Paz | 4 | ABB                     |
| La Paz | 4 | Always Ready            |
| La Paz | 4 | Bolívar                 |
| La Paz | 4 | The Strongest           |
| Santa Cruz | 3 | Blooming                |
| Santa Cruz | 3 | Guabirá                 |
| Santa Cruz | 3 | Oriente Petrolero       |
| Oruro | 2 | G. V. San José          |
| Oruro | 2 | Totora Real Oruro       |
| Chuquisaca | 1 | Independiente Petrolero |
| Potosí | 1 | Nacional Potosí         |
| Tarija | 1 | Real Tomayapo           |

## Justicia deportiva

### Listado de árbitros centrales
- Ángel Flores
- Juan Rapu Sairama
- Jorge Zeballos
- Edson Canedo
- Renán Castillo
- Ángel Flores
- Marco Ramírez
- Dilio Rodríguez
- Carlos García
- Juan Carlos Huanca
- Anyelo Maija
- José Mena Núñez
- Raúl Orosco
- Hostin Prado
- Williams Romero
- Porfidio Serrano
- Charles Terrazas
- Gustavo Vera Cardozo
- Rodolfo Vera Peñarrieta
- Ronald Villegas
- Miguel Balboa
- Gabriel Mendoza
- Guildo Quenta
- José Quintanilla
- Alejandra Quisbert
- Herlan Salazar
- Ramiro Ticona
- Álvaro Campos
- Cristian Condori
- Jonathan Mamani
- José Quintanilla
- Javier Revollo
- Gery Vargas
- Mijael López
- Jhonny Choque
- Ronald Mamani
- Weimar Nina
- Elvis Rodríguez
- Carlos Arteaga
- Juan Nelio García
- José Gutiérrez
- Juan Gutiérrez
- Ivo Méndez
- Santiago Silva
- Rafael Subirana
- Miguel Vargas
- Luis Villarroel
- Jordy Alemán
- Nelson Barro
- Cristian Cruz
- Jorge Justiniano
- Bladimir Rueda
- Héctor Sandoval

## Desarrollo

### Clasificación
| Pos. | Equipo                  | Pts. | PJ | G  | E | P  | GF | GC | Dif. | Clasificación                       |
| ---- | ----------------------- | ---- | -- | -- | - | -- | -- | -- | ---- | ----------------------------------- |
| 1    | The Strongest           | 40   | 17 | 13 | 1 | 3  | 49 | 29 | +20  | Fase de grupos de Copa Libertadores |
| 2    | Always Ready            | 37   | 17 | 11 | 4 | 2  | 50 | 21 | +29  | Fase de grupos de Copa Libertadores |
| 3    | Bolívar                 | 33   | 17 | 10 | 3 | 4  | 41 | 19 | +22  | Fase 1 de Copa Libertadores         |
| 4    | Blooming                | 31   | 17 | 9  | 4 | 4  | 35 | 28 | +7   | Primera fase de Copa Sudamericana   |
| 5    | GV San José             | 26   | 17 | 8  | 2 | 7  | 26 | 29 | −3   | Primera fase de Copa Sudamericana   |
| 6    | San Antonio Bulo Bulo   | 24   | 17 | 6  | 6 | 5  | 30 | 26 | +4   | Primera fase de Copa Sudamericana   |
| 7    | Guabirá                 | 22   | 17 | 6  | 4 | 7  | 31 | 32 | −1   |                                     |
| 8    | Nacional Potosí         | 20   | 17 | 5  | 5 | 7  | 25 | 21 | +4   |                                     |
| 9    | Real Oruro              | 20   | 17 | 5  | 5 | 7  | 25 | 28 | −3   |                                     |
| 10   | Universitario de Vinto  | 20   | 17 | 5  | 5 | 7  | 23 | 31 | −8   |                                     |
| 11   | Oriente Petrolero       | 19   | 17 | 5  | 4 | 8  | 26 | 35 | −9   |                                     |
| 12   | ABB                     | 18   | 17 | 4  | 6 | 7  | 19 | 30 | −11  |                                     |
| 13   | Real Tomayapo           | 17   | 17 | 3  | 8 | 6  | 17 | 30 | −13  |                                     |
| 14   | Independiente Petrolero | 15   | 16 | 3  | 6 | 7  | 21 | 34 | −13  |                                     |
| 15   | Jorge Wilstermann       | 6    | 16 | 1  | 3 | 12 | 11 | 36 | −25  | Descenso indirecto                  |
| 16   | Aurora                  | −11  | 17 | 6  | 4 | 7  | 30 | 30 | 0    | Descenso de categoría               |

Actualizado a los partidos jugados el 12 de agosto de 2025.
 Fuente: FBF
Notas:
1. ↑  Aurora fue sancionado con la reducción de 33 puntos por el caso Gabriel Montaño.[9]

### Evolución de la clasificación
| Equipo / Fecha          | 01 | 02 | 03 | 04 | 05 | 06  | 07  | 08  | 09  | 10  | 11  | 12  | 13  | 14  | 15  | 16  | 17 | 18 | 19 | 20 | 21 | 22 | 23 | 24 | 25 | 26 | 27 | 28 | 29 | 30 |
| ----------------------- | -- | -- | -- | -- | -- | --- | --- | --- | --- | --- | --- | --- | --- | --- | --- | --- | -- | -- | -- | -- | -- | -- | -- | -- | -- | -- | -- | -- | -- | -- |
| The Strongest           | 13 | 8  | 4  | 4  | 4  | 3   | 3   | 3   | 3   | 2   | 2   | 2   | 2   | 2   | 2   | 2   |    |    |    |    |    |    |    |    |    |    |    |    |    |    |
| Bolívar                 | 3  | 7  | 3  | 3  | 2  | 2   | 2   | 2*  | 2*  | 3   | 4   | 4   | 4   | 4*  | 4*  | 4*  |    |    |    |    |    |    |    |    |    |    |    |    |    |    |
| Blooming                | 2  | 6  | 5  | 5  | 5  | 4   | 4   | 4   | 4   | 4   | 3   | 3   | 3   | 3*  | 3*  | 3*  |    |    |    |    |    |    |    |    |    |    |    |    |    |    |
| Oriente Petrolero       | 15 | 12 | 14 | 14 | 14 | 14* | 14* | 14* | 10* | 7*  | 8*  | 6*  | 7*  | 7*  | 10* | 10* |    |    |    |    |    |    |    |    |    |    |    |    |    |    |
| San Antonio Bulo Bulo   | 14 | 9  | 12 | 10 | 8  | 6   | 8   | 9   | 11  | 11  | 10  | 7   | 6   | 8*  | 6*  | 6*  |    |    |    |    |    |    |    |    |    |    |    |    |    |    |
| Jorge Wilstermann       | 8  | 14 | 15 | 15 | 15 | 15  | 15  | 15  | 15  | 15  | 15  | 15  | 15  | 15  | 15  | 15* |    |    |    |    |    |    |    |    |    |    |    |    |    |    |
| GV San José             | 4  | 1  | 6  | 6  | 6  | 7   | 11* | 13* | 14* | 5   | 5   | 5   | 5   | 5   | 5   | 5   |    |    |    |    |    |    |    |    |    |    |    |    |    |    |
| Real Tomayapo           | 12 | 10 | 8  | 8  | 9  | 9   | 10  | 10  | 8   | 10  | 6   | 8   | 8   | 12  | 13  | 13  |    |    |    |    |    |    |    |    |    |    |    |    |    |    |
| ABB                     | 5  | 2  | 2  | 2  | 3  | 5   | 5   | 5   | 5   | 6*  | 9*  | 10* | 9*  | 9*  | 7*  | 9*  |    |    |    |    |    |    |    |    |    |    |    |    |    |    |
| Guabirá                 | 10 | 5  | 11 | 12 | 7  | 10  | 6   | 7   | 7   | 9   | 11  | 11  | 11  | 6   | 9   | 7   |    |    |    |    |    |    |    |    |    |    |    |    |    |    |
| Independiente Petrolero | 7  | 11 | 9  | 11 | 10 | 11  | 7   | 8   | 9   | 12* | 12* | 13* | 14* | 13* | 14* | 14* |    |    |    |    |    |    |    |    |    |    |    |    |    |    |
| Always Ready            | 6  | 3  | 1  | 1  | 1  | 1   | 1   | 1   | 1   | 1   | 1   | 1   | 1   | 1   | 1   | 1   |    |    |    |    |    |    |    |    |    |    |    |    |    |    |
| Nacional Potosí         | 9  | 15 | 10 | 9  | 12 | 13* | 13* | 11* | 12* | 13* | 13* | 14* | 12* | 14* | 11* | 10* |    |    |    |    |    |    |    |    |    |    |    |    |    |    |
| Real Oruro              | 11 | 13 | 13 | 13 | 13 | 8   | 12  | 12  | 13  | 14  | 14  | 13  | 13  | 10  | 12  | 11  |    |    |    |    |    |    |    |    |    |    |    |    |    |    |
| Universitario de Vinto  | 1  | 4  | 7  | 7  | 11 | 12  | 9   | 6   | 6   | 8*  | 7*  | 9*  | 10* | 11* | 8*  | 12* |    |    |    |    |    |    |    |    |    |    |    |    |    |    |
| Aurora                  | 16 | 16 | 16 | 16 | 16 | 16  | 16  | 16  | 16  | 16  | 16  | 16  | 16  | 16  | 16  | 16  | 16 | 16 | 16 | 16 | 16 |    |    |    |    |    |    |    |    |    |

Nota: * Indica la posición del equipo con uno o varios partidos pendientes.

### Resultados
| Universitario de Vinto | 4 – 2 | Guabirá                 | Félix Capriles        | 28 de marzo | 15:00 | Javier Revollo | Álvaro Campos    | 6 | 1 |
| Nacional Potosí        | 0 – 1 | Always Ready            | Víctor Agustín Ugarte | 28 de marzo | 17:30 | Carlos Arteaga | Dilio Rodríguez  | 3 | 0 |
| Bolívar                | 3 – 1 | Real Oruro              | Hernando Siles        | 28 de marzo | 20:00 | Ivo Méndez     | Hostin Prado     | 3 | 1 |
| ABB                    | 2 – 0 | San Antonio Bulo Bulo   | Municipal de El Alto  | 29 de marzo | 15:00 | Bladimir Rueda | Santiago Silva   | 7 | 0 |
| Jorge Wilstermann      | 0 – 1 | Independiente Petrolero | Félix Capriles        | 29 de marzo | 17:30 | Guildo Quenta  | Marcelo Castro   | 6 | 1 |
| GV San José            | 3 – 1 | Real Tomayapo           | Jesús Bermúdez        | 30 de marzo | 15:00 | Rodolfo Vera   | Raúl Orozco      | 3 | 0 |
| Aurora                 | 5 – 1 | Oriente Petrolero       | Félix Capriles        | 30 de marzo | 17:15 | Renán Castillo | Gaad Flores      | 1 | 0 |
| Blooming               | 3 – 1 | The Strongest           | Ramón Aguilera Costas | 30 de marzo | 19:30 | Jordy Alemán   | Jorge Justiniano | 3 | 0 |

| Oriente Petrolero       | 0 – 0 | Universitario de Vinto | Ramón Aguilera Costas | 3 de abril | 20:00 | Cristian Condori | Gaad Flores      | 6 | 0 |
| Real Oruro              | 0 – 1 | ABB                    | Jesús Bermúdez        | 4 de abril | 17:30 | Dilio Rodríguez  | Charles Terrazas | 6 | 1 |
| Guabirá                 | 5 – 2 | Aurora                 | Gilberto Parada       | 4 de abril | 20:00 | Ángel Flores     | Jorge Justiniano | 6 | 0 |
| San Antonio Bulo Bulo   | 2 – 0 | Jorge Wilstermann      | Dr. Carlos Villegas   | 5 de abril | 15:00 | Juan Huanca      | Ángel Mayja      | 8 | 1 |
| Always Ready            | 2 – 1 | Blooming               | Municipal de El Alto  | 5 de abril | 17:30 | Rodolfo Vera     | Vladimir Rueda   | 3 | 0 |
| Real Tomayapo           | 2 – 1 | Bolívar                | IV Centenario         | 5 de abril | 20:00 | Luis Villarroel  | Carlos Artega    | 6 | 1 |
| Independiente Petrolero | 0 – 2 | GV San José            | Olímpico Patria       | 6 de abril | 15:00 | Héctor Sandoval  | Gustavo Vera     | 6 | 1 |
| The Strongest           | 2 – 0 | Nacional Potosí        | Hernando Siles        | 6 de abril | 17:15 | Gery Vargas      | Nelio García     | 4 | 1 |

| ABB                     | 0 – 0 | Real Tomayapo         | Municipal de El Alto  | 11 de abril | 15:00 | Carlos Arteaga  | Raúl Orosco       | 7 | 0 |
| Independiente Petrolero | 0 – 0 | Real Oruro            | Olímpico Patria       | 11 de abril | 19:00 | Santiago Silva  | Ronald Mamani     | 9 | 0 |
| Universitario de Vinto  | 1 – 2 | Blooming              | Félix Capriles        | 12 de abril | 15:00 | Guildo Quenta   | Gaad Flores       | 5 | 1 |
| Bolívar                 | 5 – 1 | Jorge Wilstermann     | Hernando Siles        | 12 de abril | 17:30 | Gery Vargas     | Juan Nelio García | 6 | 0 |
| Aurora                  | 2 – 0 | San Antonio Bulo Bulo | Félix Capriles        | 12 de abril | 20:00 | Gustavo Vera    | Wilma Balderrama  | 7 | 0 |
| GV San José             | 0 – 4 | The Strongest         | Jesús Bermúdez        | 13 de abril | 15:00 | Dilio Rodríguez | Jordy Alemán      | 7 | 0 |
| Oriente Petrolero       | 1 – 2 | Always Ready          | Ramón Aguilera Costas | 13 de abril | 19:30 | Bladimir Rueda  | Jorge Justiniano  | 4 | 1 |
| Nacional Potosí         | 3 – 0 | Guabirá               | Víctor Agustín Ugarte | 14 de abril | 17:30 | Carlos García   | Cristian Condori  | 3 | 0 |

| San Antonio Bulo Bulo | 2 – 2 | Nacional Potosí         | Dr. Carlos Villegas   | 18 de abril | 15:00 | Luis Villarroel | Ángel Flores      | 5  | 0 |
| The Strongest         | 3 – 2 | Aurora                  | Hernando Siles        | 18 de abril | 17:30 | Gery Vargas     | Jonathan Mamani   | 5  | 1 |
| Real Tomayapo         | 1 – 1 | Universitario de Vinto  | IV Centenario         | 18 de abril | 20:00 | Gabriel Mendoza | Gaad Flores       | 6  | 0 |
| Always Ready          | 2 – 0 | GV San José             | Municipal de El Alto  | 19 de abril | 17:30 | Ivo Méndez      | Juan Nelio García | 5  | 0 |
| Blooming              | 3 – 1 | Independiente Petrolero | Ramón Aguilera Costas | 19 de abril | 20:00 | Ramiro Ticona   | Jorge Justiniano  | 10 | 2 |
| Guabirá               | 2 – 4 | Bolívar                 | Gilberto Parada       | 20 de abril | 15:00 | Jordy Alemán    | Vladimir Rueda    | 3  | 1 |
| Real Oruro            | 1 – 1 | Oriente Petrolero       | Jesús Bermúdez        | 20 de abril | 17:15 | Marco Ramírez   | Bruno Vera        | 6  | 1 |
| Jorge Wilstermann     | 0 – 1 | ABB                     | Félix Capriles        | 20 de abril | 19:30 | Elvis Rodríguez | Dilio Rodríguez   | 6  | 1 |

| Aurora                  | 2 – 2 | Real Oruro            | Félix Capriles        | 25 de abril | 18:00 | Mijael López     | Ivo Méndez        | 4 | 0 |
| Guabirá                 | 1 – 0 | Real Tomayapo         | Gilberto Parada       | 25 de abril | 20:30 | Gustavo Vera     | Gaad Flores       | 4 | 1 |
| GV San José             | 1 – 1 | ABB                   | Jesús Bermúdez        | 26 de abril | 15:00 | Juan Huanca      | Raúl Orosco       | 8 | 2 |
| Oriente Petrolero       | 1 – 1 | San Antonio Bulo Bulo | Ramón Aguilera Costas | 26 de abril | 17:15 | Gabriel Mendoza  | Miguel Balboa     | 7 | 0 |
| Independiente Petrolero | 1 – 1 | The Strongest         | Olímpico Patria       | 26 de abril | 20:00 | Charles Terrazas | Vladimir Rueda    | 6 | 2 |
| Nacional Potosí         | 1 – 2 | Jorge Wilstermann     | Víctor Agustín Ugarte | 27 de abril | 15:00 | Dilio Rodríguez  | Renán Castillo    | 4 | 0 |
| Universitario de Vinto  | 0 – 7 | Always Ready          | Félix Capriles        | 27 de abril | 17:15 | Jordy Alemán     | Juan Nelio García | 5 | 2 |
| Bolívar                 | 5 – 1 | Blooming              | Hernando Siles        | 27 de abril | 19:30 | Gery Vargas      | Jorge Justiniano  | 5 | 0 |

| San Antonio Bulo Bulo | 4 – 2 | Independiente Petrolero | Dr. Carlos Villegas   | 2 de mayo   | 15:00 |
| The Strongest         | 5 – 1 | Guabirá                 | Hernando Siles        | 3 de mayo   | 17:30 |
| Real Tomayapo         | 0 – 0 | Aurora                  | IV Centenario         | 3 de mayo   | 20:00 |
| ABB                   | 0 – 3 | Bolívar                 | Municipal de El Alto  | 4 de mayo   | 15:00 |
| Jorge Wilstermann     | 2 – 7 | Always Ready            | Félix Capriles        | 4 de mayo   | 17:15 |
| Blooming              | 5 – 1 | GV San José             | Gilberto Parada       | 4 de mayo   | 19:30 |
| Real Oruro            | 2 – 0 | Universitario de Vinto  | Jesús Bermúdez        | 5 de mayo   | 15:00 |
| Nacional Potosí       | 4 – 1 | Oriente Petrolero       | Víctor Agustín Ugarte | 29 de julio | 20:00 |

| Blooming                | 3 – 1 | Jorge Wilstermann     | Gilberto Parada      | 9 de mayo  | 20:00 |
| Universitario de Vinto  | 2 – 0 | ABB                   | Félix Capriles       | 10 de mayo | 15:00 |
| Guabirá                 | 3 – 1 | Real Oruro            | Gilberto Parada      | 10 de mayo | 17:15 |
| Independiente Petrolero | 5 – 2 | Oriente Petrolero     | Olímpico Patria      | 10 de mayo | 20:00 |
| Always Ready            | 1 – 1 | Real Tomayapo         | Municipal de El Alto | 11 de mayo | 15:00 |
| The Strongest           | 6 – 3 | San Antonio Bulo Bulo | Hernando Siles       | 11 de mayo | 17:15 |
| Aurora                  | 0 – 2 | Bolívar               | Félix Capriles       | 11 de mayo | 19:30 |
| GV San José             | 1 – 0 | Nacional Potosí       | Jesús Bermúdez       | 1 de junio | 16:00 |

| ABB                   | 1 – 1 | Guabirá                 | Hernando Siles        | 16 de mayo | 15:00 |
| Nacional Potosí       | 3 – 1 | Aurora                  | Víctor Agustín Ugarte | 16 de mayo | 18:00 |
| Real Tomayapo         | 3 – 3 | Independiente Petrolero | IV Centenario         | 16 de mayo | 20:30 |
| Real Oruro            | 2 – 2 | Always Ready            | Jesús Bermúdez        | 17 de mayo | 15:00 |
| Jorge Wilstermann     | 0 – 2 | Universitario de Vinto  | Félix Capriles        | 17 de mayo | 17:30 |
| San Antonio Bulo Bulo | 2 – 2 | Blooming                | Dr. Carlos Villegas   | 18 de mayo | 15:00 |
| Oriente Petrolero     | 3 – 2 | The Strongest           | Gilberto Parada       | 18 de mayo | 19:30 |
| Bolívar               | 1 – 3 | GV San José             | Hernando Siles        | 8 de junio | 16:00 |

| Universitario de Vinto  | 1 – 1 | Bolívar               | Félix Capriles       | 24 de mayo | 15:00 |
| Blooming                | 0 – 0 | Nacional Potosí       | Gilberto Parada      | 24 de mayo | 19:00 |
| Always Ready            | 5 – 2 | San Antonio Bulo Bulo | Municipal de El Alto | 25 de mayo | 15:00 |
| GV San José             | 0 – 0 | Real Oruro            | Jesús Bermúdez       | 25 de mayo | 17:15 |
| Guabirá                 | 1 – 3 | Oriente Petrolero     | Gilberto Parada      | 25 de mayo | 19:30 |
| The Strongest           | 3 – 2 | ABB                   | Hernando Siles       | 26 de mayo | 18:00 |
| Independiente Petrolero | 2 – 4 | Aurora                | Olímpico Patria      | 26 de mayo | 20:30 |
| Jorge Wilstermann       | 0 – 0 | Real Tomayapo         | Félix Capriles       | 27 de mayo | 19:00 |

| San Antonio Bulo Bulo | 1 – 1 | Guabirá                 | Félix Capriles        | 14 de junio  | 15:00 |
| Real Oruro            | 1 – 2 | The Strongest           | Jesús Bermúdez        | 14 de junio  | 17:30 |
| Real Tomayapo         | 2 – 2 | Blooming                | IV Centenario         | 14 de junio  | 20:00 |
| Aurora                | 3 – 1 | GV San José             | Félix Capriles        | 14 de junio  | 20:00 |
| Bolívar               | 2 – 2 | Always Ready            | Hernando Siles        | 15 de junio  | 17:15 |
| Oriente Petrolero     | 2 – 0 | Jorge Wilstermann       | Gilberto Parada       | 15 de junio  | 19:30 |
| ABB                   | 1 – 2 | Independiente Petrolero | Municipal de El Alto  | 29 de julio  | 17:30 |
| Nacional Potosí       | 5 – 1 | Universitario de Vinto  | Víctor Agustín Ugarte | 12 de agosto | 18:00 |

| GV San José             | 4 – 1 | Guabirá               | Jesús Bermúdez       | 20 de junio | 18:00 |
| Real Tomayapo           | 3 – 2 | Real Oruro            | IV Centenario        | 20 de junio | 20:30 |
| Always Ready            | 5 – 1 | ABB                   | Municipal de El Alto | 21 de junio | 15:00 |
| Universitario de Vinto  | 1 – 1 | San Antonio Bulo Bulo | Félix Capriles       | 21 de junio | 17:30 |
| Independiente Petrolero | 1 – 1 | Nacional Potosí       | Olímpico Patria      | 21 de junio | 20:00 |
| Bolívar                 | 1 – 2 | The Strongest         | Hernando Siles       | 22 de junio | 15:00 |
| Blooming                | 2 – 1 | Oriente Petrolero     | Gilberto Parada      | 22 de junio | 17:15 |
| Jorge Wilstermann       | 1 – 1 | Aurora                | Félix Capriles       | 22 de junio | 19:30 |

| San Antonio Bulo Bulo | 2 – 0 | GV San José             | Félix Capriles        | 28 de junio | 15:00 |
| Oriente Petrolero     | 2 – 1 | Real Tomayapo           | Gilberto Parada       | 28 de junio | 17:30 |
| Nacional Potosí       | 1 – 1 | Bolívar                 | Víctor Agustín Ugarte | 29 de junio | 15:00 |
| Aurora                | 1 – 1 | Always Ready            | Félix Capriles        | 29 de junio | 17:15 |
| The Strongest         | 3 – 2 | Universitario de Vinto  | Hernando Siles        | 29 de junio | 19:30 |
| ABB                   | 1 – 1 | Blooming                | Municipal de El Alto  | 30 de junio | 15:00 |
| Real Oruro            | 3 – 1 | Jorge Wilstermann       | Jesús Bermúdez        | 30 de junio | 17:30 |
| Guabirá               | 1 – 1 | Independiente Petrolero | Gilberto Parada       | 30 de junio | 20:00 |

| Real Tomayapo          | 1 – 1 | San Antonio Bulo Bulo   | IV Centenario        | 5 de julio | 17:30 |
| Universitario de Vinto | 1 – 2 | Aurora                  | Félix Capriles       | 5 de julio | 20:00 |
| Always Ready           | 7 – 2 | The Strongest           | Municipal de El Alto | 6 de julio | 15:00 |
| GV San José            | 5 – 1 | Oriente Petrolero       | Jesús Bermúdez       | 6 de julio | 17:30 |
| Blooming               | 4 – 2 | Real Oruro              | Gilberto Parada      | 6 de julio | 19:30 |
| ABB                    | 2 – 2 | Nacional Potosí         | Municipal de El Alto | 7 de julio | 15:00 |
| Bolívar                | 4 – 0 | Independiente Petrolero | Hernando Siles       | 7 de julio | 18:00 |
| Jorge Wilstermann      | 1 – 1 | Guabirá                 | Félix Capriles       | 7 de julio | 20:00 |

| Guabirá                 | 5 – 0 | Always Ready           | Gilberto Parada       | 11 de julio  | 19:00 |
| Independiente Petrolero | 1 – 1 | Universitario de Vinto | Olímpico Patria       | 12 de julio  | 15:00 |
| The Strongest           | 6 – 0 | Real Tomayapo          | Hernando Siles        | 12 de julio  | 17:30 |
| GV San José             | 2 – 1 | Jorge Wilstermann      | Jesús Bermúdez        | 13 de julio  | 17:15 |
| Oriente Petrolero       | 3 – 3 | ABB                    | Gilberto Parada       | 13 de julio  | 19:30 |
| Nacional Potosí         | 2 – 3 | Real Oruro             | Víctor Agustín Ugarte | 14 de julio  | 18:00 |
| San Antonio Bulo Bulo   | 0 – 1 | Bolívar                | Dr. Carlos Villegas   | 6 de agosto  | 15:00 |
| Aurora                  | 4 – 1 | Blooming               | Félix Capriles        | 13 de agosto | 18:00 |

| ABB                    | 2 – 1 | Aurora                  | Municipal de El Alto | 19 de julio | 15:00 |
| Bolívar                | 1 – 0 | Oriente Petrolero       | Hernando Siles       | 19 de julio | 17:30 |
| Universitario de Vinto | 4 – 0 | GV San José             | Félix Capriles       | 19 de julio | 20:00 |
| Real Oruro             | 0 – 2 | San Antonio Bulo Bulo   | Jesús Bermúdez       | 20 de julio | 15:00 |
| Always Ready           | 5 – 0 | Independiente Petrolero | Municipal de El Alto | 20 de julio | 17:15 |
| Jorge Wilstermann      | 1 – 2 | The Strongest           | Félix Capriles       | 20 de julio | 19:30 |
| Blooming               | 2 – 1 | Guabirá                 | Gilberto Parada      | 21 de julio | 19:00 |
| Real Tomayapo          | 0 – 1 | Nacional Potosí         | IV Centenario        | 22 de julio | 19:00 |

| San Antonio Bulo Bulo   | 4 – 0 | ABB                    | Dr. Carlos Villegas  | 2 de agosto  | 15:00 |
| Real Oruro              | 3 – 1 | Bolívar                | Jesús Bermúdez       | 2 de agosto  | 17:30 |
| Real Tomayapo           | 2 – 1 | GV San José            | IV Centenario        | 2 de agosto  | 20:00 |
| Guabirá                 | 3 – 0 | Universitario de Vinto | Gilberto Parada      | 3 de agosto  | 15:00 |
| The Strongest           | 3 – 2 | Blooming               | Hernando Siles       | 3 de agosto  | 17:15 |
| Oriente Petrolero       | 3 – 0 | Aurora                 | Gilberto Parada      | 4 de agosto  | 15:00 |
| Always Ready            | 1 – 0 | Nacional Potosí        | Municipal de El Alto | 4 de agosto  | 17:30 |
| Independiente Petrolero | vs.   | Jorge Wilstermann      | Olímpico Patria      | 20 de agosto | 19:30 |

| Universitario de Vinto | 2 – 1 | Oriente Petrolero       | Félix Capriles        | 8 de agosto  | 15:00 |
| ABB                    | 1 – 2 | Real Oruro              | Municipal de El Alto  | 8 de agosto  | 18:00 |
| Nacional Potosí        | 0 – 2 | The Strongest           | Víctor Agustín Ugarte | 9 de agosto  | 17:30 |
| Bolívar                | 5 – 0 | Real Tomayapo           | Hernando Siles        | 9 de agosto  | 20:00 |
| Blooming               | 1 – 0 | Always Ready            | Gilberto Parada       | 10 de agosto | 15:00 |
| GV San José            | 2 – 1 | Independiente Petrolero | Jesús Bermúdez        | 10 de agosto | 17:15 |
| Aurora                 | 0 – 2 | Guabirá                 | Félix Capriles        | 10 de agosto | 19:30 |
| Jorge Wilstermann      | 0 – 3 | San Antonio Bulo Bulo   | Félix Capriles        | 12 de agosto | 20:30 |

| Always Ready          | vs. | Oriente Petrolero       | Municipal de El Alto | 22 de agosto | 15:00 |
| San Antonio Bulo Bulo | vs. | Aurora                  | Dr. Carlos Villegas  | 23 de agosto | 15:00 |
| The Strongest         | vs. | GV San José             | Hernando Siles       | 23 de agosto | 17:30 |
| Guabirá               | vs. | Nacional Potosí         | Gilberto Parada      | 23 de agosto | 20:00 |
| Blooming              | vs. | Universitario de Vinto  | Gilberto Parada      | 24 de agosto | 15:00 |
| Real Oruro            | vs. | Independiente Petrolero | Jesús Bermúdez       | 24 de agosto | 17:15 |
| Jorge Wilstermann     | vs. | Bolívar                 | Félix Capriles       | 24 de agosto | 19:30 |
| Real Tomayapo         | vs. | ABB                     | IV Centenario        | 25 de agosto | 19:00 |

| Universitario de Vinto  | vs. | Real Tomayapo         | Municipal de Quillacollo | 12 de septiembre | 15:00 |
| Bolívar                 | vs. | Guabirá               | Hernando Siles           | 12 de septiembre | 20:00 |
| Oriente Petrolero       | vs. | Real Oruro            | Gilberto Parada          | 13 de septiembre | 15:00 |
| Nacional Potosí         | vs. | San Antonio Bulo Bulo | Víctor Agustín Ugarte    | 13 de septiembre | 17:30 |
| Independiente Petrolero | vs. | Bloomming             | Olímpico Patria          | 13 de septiembre | 20:00 |
| ABB                     | vs. | Jorge Wilstermann     | Municipal de El Alto     | 14 de septiembre | 15:00 |
| GV San José             | vs. | Always Ready          | Jesús Bermúdez           | 14 de septiembre | 17:15 |
| Aurora                  | vs. | The Strongest         | Félix Capriles           | 14 de septiembre | 19:30 |

| Real Oruro            | vs. | Aurora                  |  |  |  |
| Real Tomayapo         | vs. | Guabirá                 |  |  |  |
| ABB                   | vs. | GV San José             |  |  |  |
| San Antonio Bulo Bulo | vs. | Oriente Petrolero       |  |  |  |
| The Strongest         | vs. | Independiente Petrolero |  |  |  |
| Jorge Wilstermann     | vs. | Nacional Potosí         |  |  |  |
| Always Ready          | vs. | Universitario de Vinto  |  |  |  |
| Blooming              | vs. | Bolívar                 |  |  |  |

| Independiente Petrolero | vs. | San Antonio Bulo Bulo |  |  |  |
| Guabirá                 | vs. | The Strongest         |  |  |  |
| Aurora                  | vs. | Real Tomayapo         |  |  |  |
| Bolívar                 | vs. | ABB                   |  |  |  |
| Always Ready            | vs. | Jorge Wilstermann     |  |  |  |
| GV San José             | vs. | Blooming              |  |  |  |
| Universitario de Vinto  | vs. | Real Oruro            |  |  |  |
| Oriente Petrolero       | vs. | Nacional Potosí       |  |  |  |

| Jorge Wilstermann     | vs. | Blooming                |  |  |  |
| ABB                   | vs. | Universitario de Vinto  |  |  |  |
| Real Oruro            | vs. | Guabirá                 |  |  |  |
| Oriente Petrolero     | vs. | Independiente Petrolero |  |  |  |
| Real Tomayapo         | vs. | Always Ready            |  |  |  |
| San Antonio Bulo Bulo | vs. | The Strongest           |  |  |  |
| Bolívar               | vs. | Aurora                  |  |  |  |
| Nacional Potosí       | vs. | GV San José             |  |  |  |

| Guabirá                 | vs. | ABB                   |  |  |  |
| Aurora                  | vs. | Nacional Potosí       |  |  |  |
| Independiente Petrolero | vs. | Real Tomayapo         |  |  |  |
| Always Ready            | vs. | Real Oruro            |  |  |  |
| Universitario de Vinto  | vs. | Jorge Wilstermann     |  |  |  |
| Blooming                | vs. | San Antonio Bulo Bulo |  |  |  |
| The Strongest           | vs. | Oriente Petrolero     |  |  |  |
| GV San José             | vs. | Bolívar               |  |  |  |

|  | vs. |

#### Tabla de resultados cruzados
| Local \ Visitante       | ABB | ALW | AUR | BLO | BOL | GUA | GVS | IND | WIL | SBB | NAC | ORI | TRO | TOM | STR | VIN |
| ----------------------- | --- | --- | --- | --- | --- | --- | --- | --- | --- | --- | --- | --- | --- | --- | --- | --- |
| ABB                     | —   |     | 2–1 | 1–1 | 0–3 | 1–1 |     | 1–2 |     | 2–0 | 2–2 |     | 1–2 | 0–0 |     |     |
| Always Ready            | 5–1 | —   |     | 2–1 |     |     | 2–0 | 5–0 |     | 5–2 | 1–0 |     |     | 1–1 | 7–2 |     |
| Aurora                  |     | 1–1 | —   | 4–1 | 0–2 | 0–2 | 3–1 |     | a   | 2–0 |     | 5–1 | 2–2 |     |     |     |
| Blooming                |     | 1–0 |     | —   |     | 2–1 | 5–1 | 3–1 | 3–1 |     | 0–0 | 2–1 | 4–2 |     | 3–1 |     |
| Bolívar                 |     | 2–2 |     | 5–1 | —   |     | 1–3 | 4–0 | 5–1 |     |     | 1–0 | 3–1 | 5–0 | 1–2 |     |
| Guabirá                 |     | 5–0 | 5–2 |     | 2–4 | —   |     | 1–1 |     |     |     | 1–3 | 3–1 | 1–0 |     | 3–0 |
| GV San José             | 1–1 |     |     |     |     | 4–1 | —   | 2–1 | 2–1 |     | 1–0 | 5–1 | 0–0 | 3–1 | 0–4 |     |
| Independiente Petrolero |     |     | 2–4 |     |     |     | 0–2 | —   |     |     | 1–1 | 5–2 | 0–0 |     | 1–1 | 1–1 |
| Jorge Wilstermann       | 0–1 | 2–7 | 1–1 |     |     | 1–1 |     | 0–1 | —   | 0–3 |     |     |     | 0–0 | 1–2 | 0–2 |
| San Antonio Bulo Bulo   | 4–0 |     |     | 2–2 | 0–1 | 1–1 | 2–0 | 4–2 | 2–0 | —   | 2–2 |     |     |     |     |     |
| Nacional Potosí         |     | 0–1 | 3–1 |     | 1–1 | 3–0 |     |     | 1–2 |     | —   | 4–1 | 2–3 |     | 0–2 | 5–1 |
| Oriente Petrolero       | 3–3 | 1–2 | 3–0 | a   |     |     |     |     | 2–0 | 1–1 |     | —   |     | 2–1 | 3–2 | 0–0 |
| Real Oruro              | 0–1 | 2–2 |     |     | 3–1 |     |     |     | 3–1 | 0–2 |     | 1–1 | —   |     | 1–2 | 2–0 |
| Real Tomayapo           |     |     | 0–0 | 2–2 | 2–1 |     | 2–1 | 3–3 |     | 1–1 | 0–1 |     | 3–2 | —   |     | 1–1 |
| The Strongest           | 3–2 |     | 3–2 | 3–2 | a   | 5–1 |     |     |     | 6–3 | 2–0 |     |     | 6–0 | —   | 3–2 |
| Universitario de Vinto  | 2–0 | 0–7 | 1–2 | 1–2 | 1–1 | 4–2 | 4–0 |     |     | 1–1 |     | 2–1 |     |     |     | —   |

## Clasificación a torneos Conmebol

### Copa Libertadores 2026
| Cupo      | Equipo      | Fase           | Método de clasificación                    |
| --------- | ----------- | -------------- | ------------------------------------------ |
| Bolivia 1 | A confirmar | Fase de grupos | Campeón de la División Profesional 2025    |
| Bolivia 2 | A confirmar | Fase de grupos | Subcampeón de la División Profesional 2025 |
| Bolivia 3 | A confirmar | Fase 2         | Campeón de la Copa Bolivia 2025            |
| Bolivia 4 | A confirmar | Fase 1         | 3.er lugar de la División Profesional      |

### Copa Sudamericana 2026
| Cupo      | Equipo      | Fase   | Método de clasificación              |
| --------- | ----------- | ------ | ------------------------------------ |
| Bolivia 1 | A confirmar | Fase 1 | 4.º lugar de la División Profesional |
| Bolivia 2 | A confirmar | Fase 1 | 5.º lugar de la División Profesional |
| Bolivia 3 | A confirmar | Fase 1 | 6.º lugar de la División Profesional |
| Bolivia 4 | A confirmar | Fase 1 | Subcampeón de la Copa Bolivia 2025   |

## Estadísticas

### Goleadores
- Actualizado el 14 de abril de 2025.[10]

| Jugador           | Equipo          | Goles | Partidos | Prom. |
| ----------------- | --------------- | ----- | -------- | ----- |
| Jair Reinoso      | Aurora          | 4     | 3        | 1.33  |
| Enrique Triverio  | The Strongest   | 4     | 3        | 1.33  |
| Carlos Áñez       | Guabirá         | 3     | 3        | 1     |
| Nahuel Acosta     | Blooming        | 2     | 3        | 0.67  |
| Leandro Corulo    | Real Tomayapo   | 2     | 3        | 0.67  |
| Fábio Gomes       | Bolívar         | 2     | 3        | 0.67  |
| Leonel Justiniano | Bolívar         | 2     | 3        | 0.67  |
| Michael Ortega    | Aurora          | 2     | 3        | 0.67  |
| Martín Prost      | Nacional Potosí | 2     | 3        | 0.67  |
| Carlos Sejas      | Aurora          | 2     | 3        | 0.67  |
| Moisés Villarroel | Blooming        | 2     | 3        | 0.67  |

### Asistencias
| Ramiro Vaca                                | Bolívar       | 4 | 3 |
| Joel Amoroso                               | The Strongest | 3 | 3 |
| Rafinha                                    | Guabirá       | 3 | 2 |
| Diego Medina                               | Always Ready  | 2 | 3 |
| Rodrigo Ramallo                            | Aurora        | 2 | 3 |
| Jhon Velásquez                             | Bolívar       | 2 | 3 |
| Última actualización: 14 de abril se 2025. |               |   |   |

### Autogoles
| N.º | Fecha      | Jugador      | Minuto     | Local             |  | Resultado |                                        | Visitante | Rep.      |
| --- | ---------- | ------------ | ---------- | ----------------- |  | --------- | -------------------------------------- | --------- | --------- |
| 1   | 04/04/2025 | Anyelo Ortíz | 0 - 1, 46' | Totora Real Oruro |  | 0 – 1     |                                        | ABB       | Jornada 2 |
| 2   | 14/04/2025 | Carlos Áñez  | 1 - 0, 63' | Nacional Potosí   |  | 3 – 0     | Bandera del Departamento de Santa Cruz | Guabirá   | Jornada 3 |

### Porterías imbatidas
| Lucas Galarza                             | ABB                     | 3 | 3 |
| Elder Araúz                               | Independiente Petrolero | 2 | 3 |
| Rodrigo Banegas                           | The Strongest           | 2 | 3 |
| Germán Araúz                              | FC Universitario        | 1 | 3 |
| Alain Baroja                              | Always Ready            | 1 | 3 |
| Ronaldo Huanacota                         | Totora Real Oruro       | 1 | 3 |
| José Peñarrieta                           | San Antonio Bulo Bulo   | 1 | 3 |
| Bruno Poveda                              | Gualberto Villarroel    | 1 | 3 |
| Wilson Quiñonez                           | Oriente Petrolero       | 1 | 3 |
| Jhunior Vera                              | FC Universitario        | 1 | 3 |
| Luis Cárdenas                             | Aurora                  | 1 | 1 |
| Última actualización: 14 de abril de 2025 |                         |   |   |